# EU-Blomsten
EU-Blomsten eller  EU's miljømærke er en frivilligt miljømærkeordning, som i 1992 blev oprettet af Europa-Kommissionen.

## Logoet
Logoet inkluderer en grøn blomst med et hældende grønt "ϵ" (epsilon) som blomstens midte omgivet af 12 blå stjerner og en grøn stilk.

## Implementeringen
Indarbejdelsen af EU's miljømærke foregår gennem Regulation (EC) No 66/2010 of the European Parliament and of the Council. Det administreres af Europa-Kommissionen og de ansvarshavende nationale organer.
EU-Blomsten er en del af den bredere EU handlingsplan for bæredygtigt forbrug og produktion og bæredygtig erhvervspolitik indført af Europa-Kommissionen 16. juli 2008,
EU's miljømærke lever op til ISO 14020 Type 1 kriterierne for miljømærker. EU-miljømærke-kriterierne udvikles og gennemgås i samarbejde med eksperter, producenter, forbrugerorganisationer og miljøorganisationer. EU's miljømærke kriterier blev formuleret af mere end 30 non-food og non-medical produktgrupper som gennemgås hvert 3-4 år. Mærkeanordningerne og licenserne administreres af nationale organer.

## EU-Blomstens markedsposistion
I marts 2015 var der 44.051 produkter med EU's miljømærke. Landene med flest EU-miljømærkelicenser var Frankrig (28 %), Italien (17 %) og Tyskland (11 %).  EU's miljømærke har en stærk position i de fleste af de europæiske lande. Andre miljømærker kan overlappe med EU's fx er Svanemærket mere populært i de nordiske lande.
I 2013 viste en undersøgelse, at Danmark var det land i Europa, hvor flest kendte EU-Blomsten, 35 % i alt genkendte det og 17 % kendte dets betydning.

## Eksterne links
- Officielle Website Arkiveret 10. februar 2014 hos  Wayback Machine